# Masashi Itō
Masashi Itō, né en 1921, était un mitrailleur et sergent de l'armée impériale japonaise pendant la Seconde Guerre mondiale. Il fait partie des derniers soldats japonais restants à s'être rendus après la fin de la guerre.

## Années de guerre et survie après la guerre
Lorsque les Américains envahirent Guam en juillet 1944, Masashi se trouva séparé de son unité. Il se cacha avec deux autres soldats et apprit à survivre dans la jungle. Il se cacha seize ans, même après avoir trouvé des dépliants déclarant la fin de la guerre.

## Reddition
Lorsque des ouvriers forestiers capturèrent le dernier de ses compagnons, Bunzō Minagawa, en 1960, on persuada Masashi de se rendre le 23 mai 1960, et ils furent tous deux accueillis à l'hôpital de la marine américaine avant d'être rapatriés au Japon dans un avion militaire,.

## Années suivantes
Masashi se maria le 7 janvier 1961 et eut une fille. Un film a été produit sur la vie de ce soldat. Masashi travailla ensuite comme vigile pour le studio de cinéma Toei à Tokyo. Il écrivit un livre sur ses expériences, The Emperor's Last Soldiers (Les Derniers Soldats, Ito Masashi, éditions La Table Ronde), qui fut publié en 1967.